# Wilhelm Süßmann
Pour les articles homonymes, voir Sussman.
Le titre de cet article contient le caractère allemand ß. S'il n'est pas disponible ou n'est pas souhaité, le nom peut être représenté comme Süssmann.
Wilhelm Süßmann  (16 septembre 1891 - 20 mai 1941) est un Generalleutnant allemand de la Luftwaffe pendant la Seconde Guerre mondiale.

## Biographie
Süßmann commence sa carrière militaire le 27 octobre 1909 dans le 22e régiment d'infanterie et en sort comme officier de compagnie le 31 décembre 1913. À partir du 1er janvier 1914 et jusqu'au 26 novembre 1914, il est adjudant (officier-adjoint) au 2e bataillon du 22e régiment d'infanterie.

### Première Guerre mondiale
Süßmann suit une formation d'observateur aérien au 4e bataillon de l'air de réserve du 27 novembre 1914 au 21 juin 1915, pour être ensuite détaché jusqu'au 12 juillet 1915 au 11e bataillon de l'air de réserve et du corps d'armée aérien von Gallwitz jusqu'au 14 juillet 1915, date à laquelle il devient observateur au 14e bataillon de l'air jusqu'au 18 décembre 1916.

Süßmann occupe alors des fonctions dans les états-majors de commandement de l'air du 19 décembre 1916 au 6 août 1917 et au Groupe d'armées Woyrsch jusqu'au 27 octobre 1917. Puis il entre à l'état-major de la 18e division territoriale et du 57e régiment d'infanterie territorial comme aspirant d'état-major général du 28 octobre au 10 décembre 1917.

Süßmann est détaché par la suite au 3e régiment d'artillerie de campagne territorial du 11 décembre 1917 au 21 janvier 1918 et au 18e groupe aérien jusqu'au 20 février 1918. Il prend le commandement du 205e bataillon de l'air du 21 février au 25 mai 1918 pour finir la guerre à l'état-major du 22e régiment d'infanterie jusqu'au 4 février 1919.

### Entre-deux-guerres
Süßmann reste du 5 février au 12 mai 1919 au 22e régiment d'infanterie pour divers postes de commandement pour finir à l'état-major général du Ve Corps d'armées jusqu'au 31 décembre 1919 où il quitte l'armée.
Le 25 septembre 1920, Süßmann entre dans les services de polizei (police) de différentes villes, en gravissant tous les échelons jusqu'à celui du 31 juillet 1935 où il est nommé chef d'état-major de l'inspection de police d'État de Magdebourg.

Süßmann est alors transféré dans la Luftwaffe comme officier avec services spéciaux et observateur de l'école de l'air de Brunswick jusqu'au 11 octobre 1935. Puis, il est appelé à servir à l'état-major général de la Luftwaffe au ministère de l'Air du Reich (Reichsluftfahrtministerium ou RLM) du 12 octobre au 31 décembre 1935 et dans l'état-major du 1er Commandement du district aérien jusqu'au 11 mars 1936, date où il en prend le commandement général jusqu'au 31 mars 1938.
À l'aube de la Seconde Guerre mondiale, il reçoit le commandement du Kampfgeschwader 254 (escadron de bombardiers) du 1er avril 1937 au 30 octobre 1938 et du Kampfgeschwader 155 du 1er novembre 1938 au 30 avril 1939.

### Seconde Guerre mondiale
Au début de la Seconde Guerre mondiale, Süßmann est commandant de la Kampfgeschwader 55 du 1er septembre 1939 au 28 mars 1940.

Süßmann devient commandant de la 7e division aérienne du 1er octobre 1940 au 20 mai 1941 et à ce titre participe à l'invasion de la Crète en tant que chef du Groupe Centre du 16 juin 1941 au 20 mai 1941.

Süßmann est tué au combat, dès le 1er jour de l'attaque de la Crète, à bord de son avion qui s'écrase près de l'île d'Égine le 20 mai 1941.

## Promotions
- Fähnrich : 16 juin 1910
- Leutnant : 16 juin 1911
- Oberleutnant : 18 juin 1915
- Hauptmann : 15 juillet 1918
- Polizei-Hauptmann : 25 septembre 1920
- Polizei-Major : 4 avril 1928
- Polizei-Oberstleutnant : 20 avril 1934
- Oberstleutnant : 1er août 1935
- Oberst : 1er avril 1936
- Generalmajor : 1er janvier 1939
- Generalleutnant : 1er décembre 1940

## Décorations
- Croix de fer (1914) 2e et 1re classe
- Croix d'honneur
- Médaille de service de longue durée de la Wehrmacht 4e à 1re classe
- Fermoir à la Croix de fer (1939) 2e et 1re classe